# Скрипченко Олександр Васильович
Олекса́ндр Васи́льович Скри́пченко (13.12.1921 – 13.05.2008) – доктор психологічних наук, професор, педагог, почесний член АПН України, заслужений працівник народної освіти УРСР, учасник Другої світової війни, підполковник артилерії.

## Біографія
Народився 13 грудня 1921 р. у м. Сміла Черкаської області.
1939 р. закінчив Гайворонську середню школу Кіровоградської області та вступив до Київського державного хіміко-технологічного інституту імені А. Мікояна.
У січні 1940 р. призваний до Червоної Армії, зарахований до артилерійського полку Київського Особливого Військового округу, згодом направлений на навчання до Київського артилерійського училища та Горьківського зенітно-артилерійського училища. З початком  німецько-радянської війни направлений до  1-го артилерійського корпусу Московської Зони ППО. Після оборони Москви служив у складі 207-го окремого зенітно-артилерійського дивізіону. У кінці квітня 1945 дивізіон був відправлений на Далекий Схід (війська Забайкальсько-Амурської армії). Після закінчення війни був переведений до штабу 94 артилерійської дивізії в м. Чита, де заочно навчався на фізико-математичному факультеті педагогічного інституту.
Після демобілізації, 1950 р. закінчив з відзнакою  педагогічний факультет Київського державного педагогічного інституту ім. О. М. Горького (далі - КДПІ ім. О. М. Горького). З вересня 1950  по грудень 1973 рр. – працював у Науково-дослідному інституті психології Міністерства Освіти УРСР на посадах наукового співробітника, завідувача відділом та заступника директора інституту. З 1973 по 1990 рр. – працював на кафедрі психології КДПІ ім. О. М. Горького (1973–1980 рр. – професор кафедри, 1980–1990 рр. – завідувач кафедри). 2001 р. –  почесний член Академії педагогічних наук України. Помер – 13 травня 2008 р.

## Наукова діяльність
Фахівець в галузі вікової та педагогічної психології, дослідник питань: покращення основ навчання, виховання й розвитку учнів; розвиток в учнів сенсомоторики, перцепції, пам’яті, мислення, мовлення, уяви; теоретичного обґрунтування і практичної реалізації потенційних можливостей психічного розвитку дитини; психолого-педагогічних проблем навчання, виховання та розвитку студентів, підготовки вчителів; розробки психодіагностичних методик; аналіз проблем психології сприйняття, психолінгвістики, теоретичних проблем дослідження емоційної сфери людини;  історії психологічної думки в Україні. Автор підручників, навчальних методичних посібників і довідкових видань з психології та педагогіки.
- 1956 р. – захист кандидатської дисертації на тему "Особливості узагальнень в учнів І-ІІ класів".
- 1973 р. – захист докторської дисертації на тему "Розумовий розвиток молодших школярів".

У 1982-1986 рр. – за програмою ЮНЕСКО провів дослідження з проблем взаємовідносин чоловіків і жінок в Україні.
Один із перших провів чотирирічне лонгитюдинальне комплексне дослідження сенсомоторики, пам'яті, мовлення та уяви, дослідив взаємозв'язки між цими компонентами розумового розвитку, виявив зміну провідних компонентів та динаміку їх розвитку. У співавторстві обґрунтував систему психологічного відбору абітурієнтів до авіаційних училищ в умовах переходу військової авіації на реактивну техніку. Йому належить внесок у теоретичну і практичну розробку співвідношення конкретного і абстрактного у змісті навчання молодших школярів і прискореного формування у них узагальнень, у введенні алгебраїчної пропедевтики (розв’язування задач) в курсі початкової математики.
У КДПІ ім. О. М. Горького заснував наукову школу «Психічний розвиток молодшого школяра»; 11 років керував спеціалізованою вченою радою інституту по захисту дисертацій з психологі; підготував понад 30 кандидатів і докторів наук.

### Нагороди
- Орден Великої Вітчизняної війни;
- «Відмінник народної освіти Міністерства освіти УРСР»;
- медаль «Ветеран праці»;
- медаль «Ушинський К. Д.»;
- нагрудний знак «Петро Могила».

### Основні праці
- «Психологічна характеристика учня». Початкова школа. 1973. № 1. С. 5-13.
- «Емоційно-вольові та індивідуально-типологічні особливості молодшого школяра». Початкова школа. 1974. № 3. С. 65-71.
- «Особливості навчання і психологічного розвитку учня». Початкова школа. 1974. № 11. С. 4-12.
- «Принципи розробки методів психолого-педагогічного вивчення школярів». Педагогіка і методика початкової освіти. Київ, 1974. Вип. 9. С. 3-18.
- «Психологічний розвиток учнів». Київ: Радянська школа, 1974. 104 с.
- «Розвиток відчуттів і сприймань у молодших школярів». Початкова школа. 1976. № 6. С. 6-13.
- «Зв'язок засвоєння математичного матеріалу молодшими школярами з розвитком у них|пізнавальних здібностей». Розвиток пізнавальної самостійності учнів молодших і середніх класів у процесі навчання математики: республіканська конференція. Кривий Ріг, 1977. С. 7-11.
- «Залежність навчальної успішності учнів від їх психічного розвитку». Проблема подальшого розвитку педагогічних і психологічних наук в світлі рішень XXV зїзду КПРС: тезиси республіканської наукової конференції. Київ, 1977. Ч. 3. С. 84-85.
- «Факторы, влияющие на повышение качества подготовки учителей начальных классов в условиях вуза». Проблемы подготовки учительских кадров в свете требований постановления ЦК КПСС и Совета Министров СССР «О дальнейшем совершенствовании обучения, учащихся общеобразовательных школ и подготовки их к труду»: тезесы докдадов республинанской научно-методической конференции, Даугавпилс, 23-24 октебря 1980 г. Рига, 1980. С. 41-43.
- «Аналіз учбової та науково-дослідної діяльності студентів педвузу – важливий фактор підвищення якості  підготовки вчителів: методичні рекомендації». Київ: КДПІ, 1981. 55 с. (співавтори – Горностай П. С., Кобзар Л. І., Лозовський О. Г.).
- «Методичні рекомендації для груп аналізу навчально виховного процесу в педагогічному інституті». Житомир: ЖДПІ, 1981. 38 с. (співавтори – Горностай П. С., Кобзар Л. І., Ляшенко Б. М.).
- «Психологічне вивчення особистості учня, учнівського колективу та студентської групи: методичні розробки з педагогічної практики студентів». Київ: КДПІ,  1982. 14 с. (співавтори – Пічко Н. Ф., Долинська Л. В., Власенко В. В.).
- «Аналіз лекцій, семінарських та лабораторних занять: методичні рекомендації». Київ: КДПІ, 1983. 14 с. (співавтор - Бурлака Я. І.).
- «Інструктивно-методичні матеріали для проведення навчально-виховної практики». Київ: КДПІ, 1983. 36 с. (співавтори – Смаль В. З., Горовенко В. М., Данилець Г. Г.).
- «Системний підхід до аналізу діяльності і розвитку учнів підготовчих і 1-3 класів». Особливості психологічного розвитку учнів підготовчих і І-ІІІ класів загальноосвітньої школи. Київ: КДПІ, 1984. С. 1-13.
- «Методичні рекомендації про організацію і проведення навчально-виховної практики студентів других курсів». Київ: КДПІ, 1986. 30 с. (співавтори – Бурлака Я. І., Власенко В. В., Долинська Л. В., Левіна В. А., Лисянська Т. М., Побірченко Н. А.).
- «Организация и проведение самостоятельной раборты студентов по общей психологии: методические указания». Киев: КГПИ, 1987. 26 с. (соавторы – Долинская Л.В., Коробанова О. Л., Лисянская Т. Н., Чепелева Н. В., Шиловцева А. Г.).
- «Методичні рекомендації по організації і проведенню  самостійної роботи з психології». Київ: КДПІ, 1987. 20 с. (співавтори – Левченко М. В., Скрипченко О. Л.).
- «Методичні рекомендації по організації і проведенню  самостійної роботи з психології студентів заочної та вечірньої форми навчання». Київ: КДПІ, 1987. 19 с. (співавтори – Лила М. М., Скрипченко О. Л.).
- «Психологические аспекты профессиональной ориентации учащихся». Киев: КГПИ, 1988. 66 с. (співавтори – Ильин А. В., Левченко М. А., Огороднийчук З. В., Константинова Т. И., Соловиенко В. А., Долинская Л. В., Коробанова О. Л.).
- «Психологічна підготовка майбутніх вчителів до роботи з учнями перших класів: методичні рекомендації». Київ: РНМК МО УРСР, 1988. 36 с. (співавтори – Побірченко Н. А., Лисянська Т. М.).
- «Методичні матеріали по використанню конкретних психодіагностичних методик при проведенні занять з психології  та педагогіки». Київ: КДПІ, 1989. 65 с. (співавтори – Скрипченко О. Л., Співак Н. В.).
- «Індивідуальні заняття із курсів загальної, вікової, педагогічної та експериментальної психології: методичні рекомендації : у 2 ч.». Київ: КДПІ, 1989. Ч. 1. 44 с.; Ч. 2. 50 с. (співавтори – Левченко М. В., Подоляк Л. Г., Скрипченко Л. О.).
- «Методичні матеріали комплексного вивчення тем «Дидактика», «Навчання» і «Учіння», побудованого на основі системного підходу до діяльності у курсах психології і педагогіки». Київ: КДПІ, 1990. 141 с. (співавтори – Козак М. Г., Скрипченко Л. О.).
- «Тести для використання на практичних заняттях з психології та педагогіки». Київ: КДПІ, 1992. 58 с. (співавтори – Скрипченко Л. О., Абрамян Н. Д.).
- «Атлас з психології навчання і дидактики:  інформаційно-методичний матеріал». Київ: ІСДО, 1995. 152 с. (співавтори – Кривов’яз О. І., Скрипченко Л. О.).
- «Практикум з вікової і педагогічної психології». Київ: УДПУ, 1995. 71 с. (співавтори – Левченко В. М., Булах І. С., Долинська Л. В., Зубалій Н. П.,  Зелінська Т. М., Лисянська Т. М.).
- «Психолого-педагогічне вивчення особистості школяра та учнівського класу: методичні розробки з педагогічної практики студентів». Київ: УДПУ, 1996. 17 с. (співавтори – Скрипченко Л. О., Левченко В. М., Лисянська Т. М., Абрамян Н. Д.).
- «Питання і проблемні ситуації з психології та педагогіки». Київ, 1997. 232 с.
- «Активізація педагогічної діяльності студентів під час педагогічної практики: методичні рекомендації» Київ: Вид-во НПУ ім. М. П. Драгоманова, 1997. 53 с. (співавтори - Рогоза А. П., Скрипченко, Л. О, Лисянська, Т. М.).
- «Загальна психологія: курс лекцій». Київ, 1997. 436 с. (співавтори - Долинська Л. В., Огороднійчук З. В., Зелінська Т. М., Лисянська Т. М.).
- «Психолого-педагогічний аналіз уроку: навчальний посібник для викладачів психології і педагогіки та студентів педагогічних вузів і педагогічних училищ». Київ, 1999. 102 с. (співавтори - Лисянська Т. М., Скрипченко Л. О.).
- «Основи психології і педагогіки: теоретико-методологічні питання». Чернігів: РВК «Деснянська правда», 2001. 120 с. (співавтори - Бушай І. М., Скрипченко Л. О.).
- «Вікова та педагогічна психологія: навчальний посібник». Київ: Просвіта, 2001. 416 с. (співавтори - Долинська Л. В., Огороднійчук З. В., Булах І. С., Зелінська Т. М.).
- «Довідник з педагогіки та психології: навчальний посібник для викладачів, аспірантів та студентів педагогічних навчальних закладів». Київ: Вид-во НПУ ім. М. П. Драгоманова, 2001. 216 с. (співавтори - Лисянська Т. М., Скрипченко Л. О.).
- «Психолого-педагогічні основи навчання: навчальний посібник для викладачів психології і педагогіки, аспірантів, студентів педагогічних навчальних закладів та курсантів військових училищ). Київ: Український Центр духовної культури, 2003.  328 с. (співавтори - Падалка О. С., Скрипченко Л. О.).
- «Основи психології і педагогіки. Психічні процеси: навчально-методичний посібник. Київ: Вид-во НПУ ім. М. П. Драгоманова, 2003. 146 с. (співавтори- Бушай І. М., Скрипченко Л. О.).
- «Вікова та педагогічна психологія: навчальний посібник». Київ: Просвіта, 2004. 413 с. (співавтори - Долинська Л. В., Огороднійчук З. В., Булах І. С., Зелінська Т. М.).
- «Психолого-педагогічні основи навчання: навчальний посібник». Київ: Український Центр духовної культури, 2008. Т. 1. 419 с. (співавтори - Падалка О. С., Скрипченко Л. О.).
- «Психолого-педагогічні основи навчання: навчальний посібник». Київ: Український Центр духовної культури, 2008. Т. 2. 436 с. (співавтори - Падалка О. С., Скрипченко Л. О.).